# Mesland
Mesland é uma comuna francesa na região administrativa do Centro, no departamento Loir-et-Cher. Estende-se por uma área de 26,83 km². Em 2010 a comuna tinha 594 habitantes (densidade: 22,1 hab./km²).